# Leon Kamaszewski

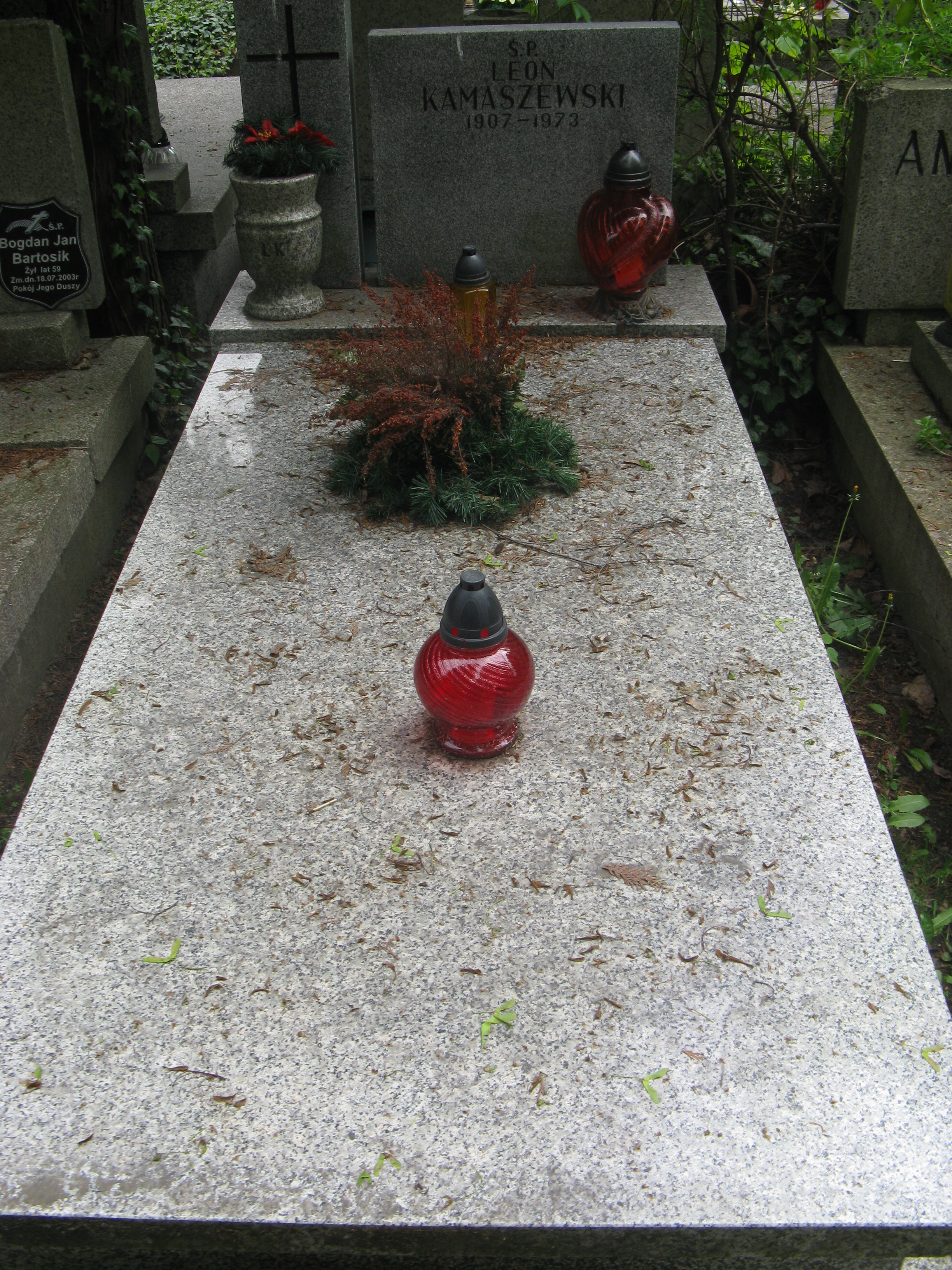
Grób Leona Kamaszewskiego na Cmentarzu Wojskowym na Powązkach

Leon Kamaszewski pseud. Kamasz, Leon (ur. 14 marca 1907 w Warszawie, zm. 15 czerwca 1973 tamże) – działacz komunistyczny, oficer GL i AL.
Skończył rzemieślniczą szkołę budowlaną i został murarzem, a później technikiem budowlanym. Od 1929 związany ze skrajną lewicą, w 1930 wstąpił do KPP i został sekretarzem komórki terenowej, a w 1931 wybrano go do Komitetu Dzielnicowego (KD) KPP dzielnicy Wola. Był agitatorem komunistycznym w środowisku robotniczym i kolporterem prasy i literatury komunistycznej, dla której założył ruchomą bibliotekę. 5 stycznia 1933 został aresztowany na posiedzeniu KD KPP i skazany na 4 lata więzienia; po apelacji wyrok obniżono do 2 lat. Po zwolnieniu z więzienia na Mokotowie nadal działał w KPP, swoim mieszkaniu mieścił dzielnicowe drukarnie i skład literatury KPP. Podczas okupacji, zimą 1939/1940 założył nieformalną grupę złożoną z byłych KPP-owców, utrzymującą kontakt ze Stowarzyszeniem Przyjaciół ZSRR i grupą „biuletynowców”. 1940–1943 był murarzem w przedsiębiorstwie budowlanym. Od stycznia 1942 w PPR, został oficerem politycznym grup bojowych GL, potem AL. W marcu 1945 współorganizował i został kierownikiem Warszawskiej Szkoły Partyjnej PPR. 1948–1950 kierował Wydziałem Personalnym Komitetu Warszawskiego PZPR, w 1956 – Wydziałem Organizacyjnym KD PZPR, a 1957–1959 był II sekretarzem KD PZPR dzielnicy Stare Miasto w Warszawie. Od 1959 członek egzekutywy KD PZPR Śródmieście, od 1962 na rencie dla zasłużonych. Odznaczony m.in. Orderem Sztandaru Pracy I klasy i Krzyżem Komandorskim Orderu Odrodzenia Polski. Pochowany na wojskowych Powązkach (kwatera C33-3-8).